# Narcisse Bambara
Narcisse Bambara (* 23. června 1989, Ouagadougou, Burkina Faso) je fotbalový obránce z Burkiny Faso, který v současné době hraje v rumunském klubu Universitatea Kluž. Je také reprezentantem Burkiny Faso.

## Klubová kariéra
V roce 2012 přestoupil z burkinafaského klubu Étoile Filante Ouagadougou do Evropy do rumunského týmu Concordia Chiajna. V létě 2014 posílil jiný rumunský celek Universitatea Kluž.

## Reprezentační kariéra
V seniorské reprezentaci Burkiny Faso debutoval v roce 2012.
Zúčastnil se Afrického poháru národů 2015 v Rovníkové Guineji.